# Ratpenat de dits llargs melanesi
El ratpenat de dits llargs melanesi (Miniopterus pusillus) és una espècie de ratpenat que es troba a Bangladesh, Bhutan, l'Índia, Indonèsia, Laos, Malàisia, el Nepal, les Filipines, Tailàndia i el Vietnam.